# Hold On (singel Wilson Phillips)
Hold On jest debiutanckim singlem zespołu Wilson Phillips. Został wydany w 1990 roku.
Piosenka została nominowana do Grammy Award jako Piosenka roku.

## Miejsca na listach muzycznych
"Hold On" stał się pierwszym singlem numer jeden zespołu Wilson Phillips, osiągając szczyt Billboard Hot 100 9 czerwca 1990. Utwór spędził również tydzień na szczycie Hot Adult Contemporary Tracks. W Wielkiej Brytanii osiągnął 6. miejsce UK Singles Chart.
| Lista muzyczna (1990)            | Osiągnięta pozycja |
| -------------------------------- | ------------------ |
| US Billboard Hot 100             | 1                  |
| US Billboard Adult Contemporary  | 1                  |
| Australian Singles Chart         | 2                  |
| Dutch Top 40                     | 15                 |
| German Singles Chart             | 15                 |
| GfK Dutch Charts Singles Top 100 | 16                 |
| Irish Singles Chart              | 7                  |
| Swedish Singles Chart            | 10                 |
| Swiss Singles Chart              | 15                 |
| UK Singles Chart                 | 6                  |